# Seeley Historical Library

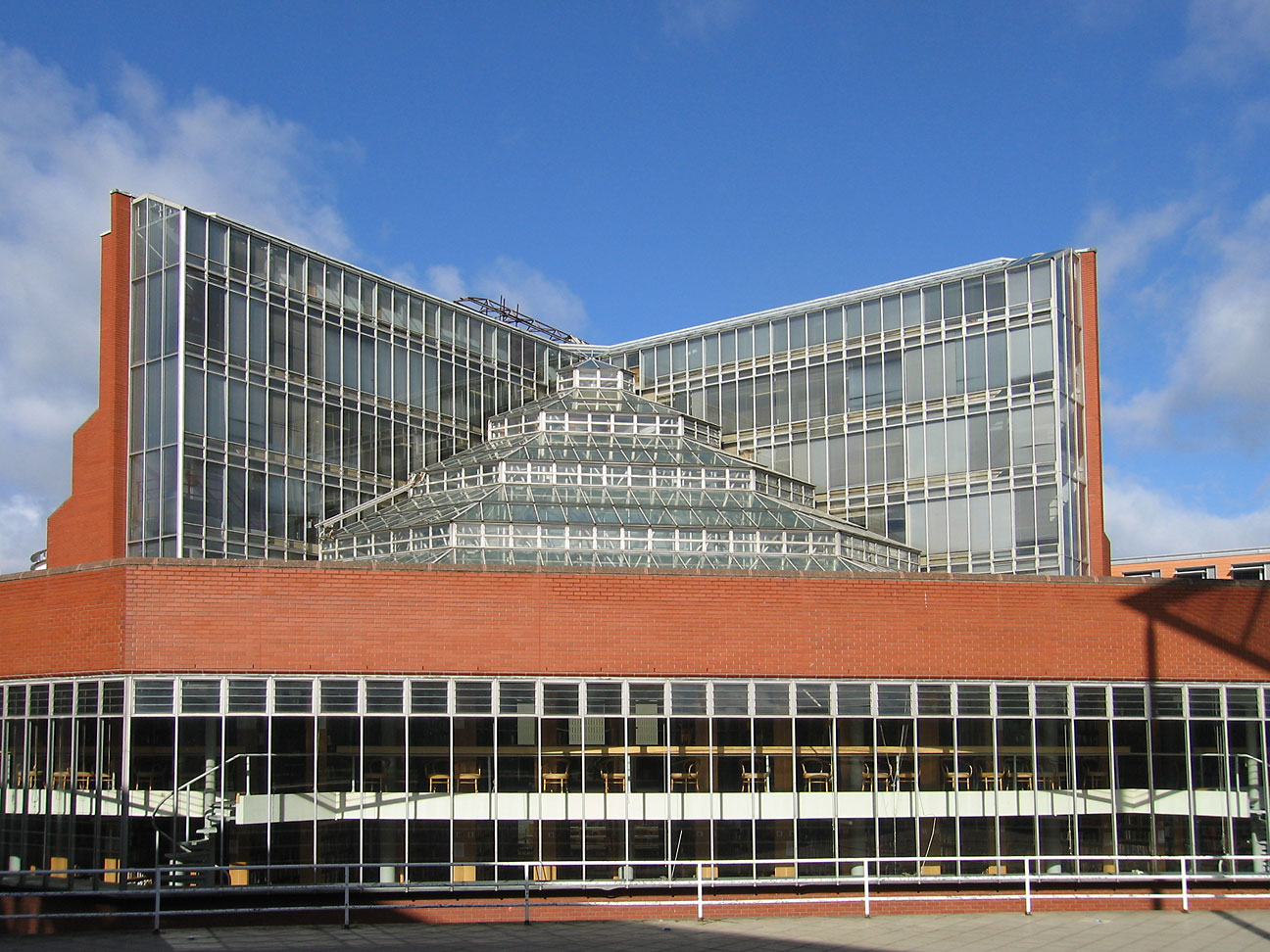
Biblioteca Seeley din sud-est

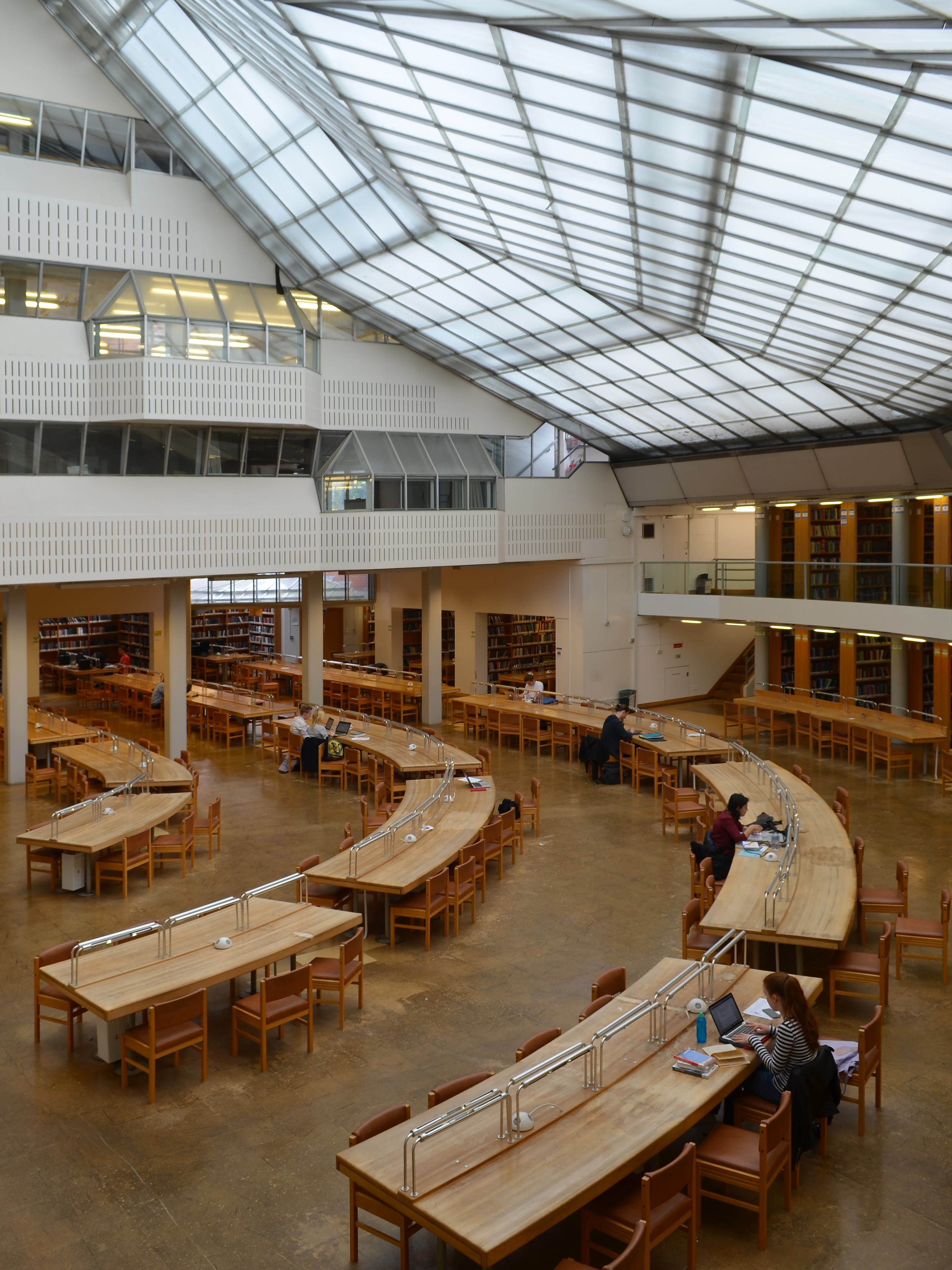
Biblioteca Seeley interior

Seeley Historical Library este biblioteca de istorie a Universității din Cambridge, Anglia. Acesta este găzduit în clădirea Facultății de Istorie de pe Sidgwick Site de pe West Road, Cambridge. Din octombrie 2003, cărțile primite au fost clasificate în conformitate cu schema Bibliotecii Congresului; înainte de a fi folosit un sistem unic. Biblioteca este deschisă doar studenților universitari, șapte zile pe săptămână, între orele 9 și 19:15 (9:00 - 18:00 sâmbătă, 1 pm - 18:00 duminică).

## Legături externe
- Seeley Library website
- Catalogue search (Newton)[nefuncțională]